# Чучаловы
Чучаловы — деревня в Верхошижемском районе Кировской области в составе Среднеивкинского сельского поселения. 

## География
Находится на расстоянии примерно 15 км на запад от районного центра посёлка Верхошижемье. 

## История
Известна с 1802 года как починок Чучеловский с населением 22 душ мужского пола. В 1873 году в починке было учтено дворов 15 и жителей 130, в 1905 11 и 79, в 1926 (починок Чучаловы) 21 и 96, в 1950 20 и 71. В 1989 году оставалось 22 жителя. С 1939 года деревня Чучаловы. 

## Население
Постоянное население  составляло 13 человек (русские 92%) в 2002 году, 12 в 2010.